# 최향 (가수)
최향(본명: 박지희, 1995년 6월 18일 ~ )은 대한민국의 트로트 가수이다.

## 개요
2017년부터 국내 각종 가요제에 참가해 '음색깡패'라 불리며 상만 20개를 쓸어담은 괴기한 이력의 소유자다. 트로트, 알앤비, 힙합, 국악, 재즈 등 다양한 장르를 부른다. 직접 작사, 작곡한 노래 <초상화>가 있다.
최근 KBS 2TV '트롯 전국체전'에 참가해 1라운드에서 뛰어난 가창력을 뽐내며 올스타를 받았으며, 2라운드에서는 주장으로써 제주팀을 승리로 이끌어 팀 전체를 3라운드에 진출시키는 이변을 연출했고, 3라운드에서 마이진의 설욕전에 승리했다. '트롯 전국체전'에 처음 자신의 존재를 들어내는 '재야의 고수'로 김연자가 "최향 쟤는 출세할꺼야"라고 극찬한 신예이다. 1라운드에서 부른 <회룡포>가 인기를 얻었다.
그녀는 매력적인 목소리로 노래의 감성을 전달하고, 성격만큼이나 시원시원하고 깔끔한 고음처리가 특색이며, 비교적 어리고 경력이 짧음에도 불구하고 노래 속에서 깊은 연륜이 느껴진다.

## 생애
최향은 1995년 6월 18일 전라북도 익산시 모현동에서 출생했다. 음악을 좋아하던 엄마의 영향으로 어릴 적부터 LP판, 카세트테이프, 라디오 등을 통해 노래를 자연스레 접했고 좋아했다.
초등학교 시절 동요대회에 참가했을 때 실수한 것이 무대공포증의 시작이었다고 한다.
2014년 전남대학교 의류학과에 입학하면서부터 2020년까지 광주광역시에서 거주했고, 2021년 2월 졸업 예정이다. “광주는 가수의 꿈을 펼칠 수 있게 한 시작점이자 ‘제2의 고향’”이라고 한다. 20세에 전남대 생활과학대 안에 기타소모임에 들어가 보컬활동을 했었고, 아르바이트로 결혼식 축가부르는 일을 하면서부터 노래에 대한 갈망을 펼치기 시작했다.
처음엔 무대공포증을 극복하고자 친구와 선생님 추천으로 가요제에 참가하였다. 참가신청 전화마저도 걸지못해 친구가 대신 접수해줬을 정도로 숫기가 없었다. 가요제에 예선을 거쳐 본선에 오르고, 큰 상을 수상하기까지 그 과정엔 때론 어두운 부분도 참 많아서 그런 면이 그녀를 오기로 다시 일어나게 했다. 가요제에 예선탈락 혹은 본선에서 만족스럽지 못한 무대를 하면 그 다음 해, 다다음 해에 계속 재도전을 해왔다.
2019년 졸업작품을 마치고 휴학을 하면서 다양한 공부와 경험을 쌓기위해 전남방송에 문화부 기자로도 잠시 활동했다.
노래는 학업과 타향살이에 지치고 외로웠던 순간을 극복하게 도와준 버팀목이었다고 한다. 음악에 있어 장르를 가리진 않지만, 특히 트로트는 어느 장르보다도 진실되고 진정성 깊은 음악이라 생각한다고 한다. 언제나 겸손하고 떳떳한 가수가 되도록 노력하겠다고 한다.
지금은 트롯전국체전에 집중하여 열심히 임할 것이고, 이후 뜻이 맞는 소속사를 만나 가수로 활동하고싶다고 한다. 취미로 했었던 작곡을 다시 시작하고 싶고, 무대의상 및 구성까지 나의 무대, 음악의 스펙트럼을 넓히고싶다고 한다.

## 데뷔
2021년 2월 20일 '트롯 전국체전' 결승전에서 최비룡 작사, 최고야 작곡의 <오동도 동백꽃처럼>을 불러 TOP7에 들면서 곡의 주인이 되었고, 2월 21일 컴필레이션 형태로 음원이 발매되면서 정식 데뷔하였다. 

## 연예 활동
- <공식 팬카페> - 2020년 12월 31일 공식 팬카페 '가수 최향 공식 카페'가 개설됐다. 최향이 운영자로 등록돼 있다. 2021년 3월 6일에 또 다른 공식 팬카페 '가수 최향 공식팬카페 향벤져스'가 만들어졌고 최향이 가입돼 있으며, 팬카페 차원에서 최향의 고향에서 기부활동을 하기도 하였다.

- 2020년 12월 12일 KBS 2TV '트롯 전국체전' 2회에 ' 트로피 싹쓸이'라는 별칭으로 참가해 강민주의 <회룡포>를 불렀다. 그녀는 3년 사이 가요제에서 휩쓴 상만 20개였음을 공개했다. "무대 공포증이 있다. 지금도 긴장하고 있다. 주목받는 거에 공포심이 커서 매사 자신감이 없었다. 노래는 좋은데 자존감이 낮아서 못한 거라 생각했는데 시작을 안해서 자존감을 잃어갔던 것 같다”고 밝혔다. 무게감 있는 보이스와 뛰어난 보컬과 꺾기 실력으로 시작과 함께 감독진들의 극찬을 들었다. 그 결과 그는 8도 올스타를 받았고, 고두심은 “우리 좀 살려달라”며 제주로 올 것을 어필했다. 최향은 고향은 전라, 회룡포가 있는 경상이 아니라 출전 희망 지역으로 마음의 고향인 제주를 택했다.[9] 발매된 <회룡포>는 가온 뮤직 BGM차트에서 2020년 51주차 60위, 2021년 1주차 54위, 3주차 66위를 하였다. <회룡포>는 'KBS 골든케이팝' 유튜브에서 조회수가 한 달만에 150만회를 넘었고, 2021년 2월 10일 193만회이다. 2월 9일 선배 가수이자 <회룡포>의 원곡자인 강민주가 최향에게 연락해 두 사람이 만남의 자리를 가졌다.

- 2020년 12월 26일 KBS 2TV '트롯 전국체전' 4회에 제주지역 '탐라걸스' 팀(최향/강승연/공서율)으로 1차 대결에 나서 <몰래한 사랑>(김지애)를 불렀다. 모든 구성원이 아마추어인 제주는 현직 가수도 포함된 다른 팀을 보며 자신감이 하락한 상태였다. 그러나 최향은 자신 있게 하겠다며 열정을 불태웠다. 약체로 손꼽혔던 '탐라걸스'의 반전 실력에 많은 사람이 "너무 세다"며 놀랐다. 김연자는 특히 최향에 대해 "출세하겠다"며 극찬했다.[10] 서울지역 'F4'팀에 패배했다. 하지만 2차 대결에서 제주지역 '멘도롱보이스' 팀이 서울지역 '서울클라쓰' 팀을 이기면서 승세는 무승부가 되어 팀 주장인 최향이 승부르기에 나서 소름돋는 목소리와 뛰어난 가창력으로 <진정인가요>(김연자)를 열창해 서울 지역 주장 마이진을 꺾었고, 제주팀은 전원 3라운드에 진출했다.‘미리 보는 에이스전’다운 무대로 시선을 집중, 충격적인 반전의 결과를 선보이며 쫄깃한 재미를 배가시켰다.[11] 노래하는 중에 '전조'를 해서 감독, 코치진을 놀라게 했고, 시종일관 마이진의 따가운 견제의 시선을 받아 벌써부터 '트롯 전국체전'의 다크호스로 떠오르고 있다. 무대를 본 시청자들은 26~27일 이틀간 '최향'에 대해 위키백과를 조회했는데 2500회가 넘는 폭발적인 조회수를 기록했다. 설하윤의 4200회 다음으로 높은 조회수이다.

- 2021년 1월 9일 KBS 2TV 《트롯 전국체전》 6회 3라운드 '1:1 데스 매치'에 출연하여 이효정의 <우리 어머니>를 선곡해 결이 다른 애절함과 구슬픔으로 제주 감독 고두심의 눈시울을 붉게 만들었다.[12] 앞서 2라운드에서 강원 지역 최향에 패했던 서울 지역 마이진은 3라운드 '1:1 데스 매치'에서 최향을 지목하고, '칼이 아니라 도끼를 갈았다'며 결의에 찬 모습으로 설욕전에 임했다. 마이진의 선공에 이어 최향의 후공이 이어졌다. 최향은 '매운맛으로 본때를 보여주겠다'며, 직접 제작한 하얀색 한복에 쪽을 진 단아한 모습으로 무대에 올라 애절하고 구슬픈 목소리로 첫 소절부터 단번에 분위기를 점령했고, 특유의 낭랑한 목소리가 이어졌다. 코치 황치열은 '나이가 어린데 목소리가 너무 성숙해', 코치 주영훈 '어후 소름끼쳐'라고 했고, '목소리 너무 좋아','너무 잘한다', '감동' 등의 감탄사가 이어졌다. 모두의 가슴을 뭉클하게 했던 무대를 마친 뒤, 심사평에서 주영훈은 '두 사람의 대결은 마치 브라질 독일이 32강에서 미리 만나는 격이다. 저 두분이 대한민국의 트롯을 짊어질 차세대 선두주자다.'라며 극찬했다. 대결 결과는 14:4로 최향이 큰 표차로 승리하며 4라운드에 진출하였다.[13] 방송 직후 9~10일 이틀 간 최향의 위키백과 페이지뷰가 8000회를 넘었는데 이는 '트롯 전국체전' 7회까지 참가한 선수들 중 김산하 다음으로 높은 조회수이다. <우리 어머니>는 가온뮤직 BGM차트에서 2021년 3주차 (종합) 20위에 올랐다.

- 2021년 1월 23일 KBS 2TV 《트롯 전국체전》 8회 4라운드 '지역 대통합 <듀엣 미션>'에 충청 민수현과 제주 최향은 '민트향' 팀이 되어 고(故) 고봉산의 <용두산 엘레지>를 선곡해 무대에 올랐다. 등장 음악부터 달달한 분위기가 감돈 '민트향'의 모습에 나태주는 “지금 제보가 들어왔다. ‘트롯 전국체전’이 아니라 두 분 보면 ‘우리 결혼했어요’라는 얘기가 있다”고 말했다. 최향은 “그만큼 저희 팀 분위기와 팀워크가 좋았다”고 해명했고, 제주팀 코치 주영훈은 “우승할 때까지 연애는 금물이다. 한 눈 팔지 마라. 제주도민들이 다 보고 있다. 연애할 때가 아니다”고 말해 웃음을 자아냈다.[14] 구성진 꺾기 끝판왕들의 조합인 ‘민트향’은 시종일관 달달한 모드를 풍기며 남다른 팀워크를 자랑했고, 심금을 울리는 정통 트로트의 힘을 확실하게 선보였다.[15] 또한 20대 청춘 남녀의 이별 감정을 한 편의 드라마처럼 보여주며, 마치 트로트 교과서 같은 듀엣 무대를 펼쳤다. 무대를 마치고 민수현과 최향은 자연스럽게 손을 잡으며 둘만의 세상에 빠들었다.[16] 전라 코치 송가인의 “알찬 듀엣을 보여준 것 같았다”는 호평과 함께 1508점으로 2위에 등극했다.[17] 23~24일 이틀간 위키백과 최향의 페이지뷰가 4,000을 넘겼다.

- 2021년 1월 30일 KBS 2TV 《트롯 전국체전》 9회 4라운드 '지역 대통합 <듀엣 미션>'에서 최종 3위로 준결승에 진출하였다. 이어진 준결승 1차 시기 '자유곡 미션'에 첫 순서로 나섰고 <얼쑤>를 선곡, 그 동안 무거운 분위기의 곡들을 선보였지만 발랄한 이미지도 보여주고 싶다며 선곡 배경을 설명했다. 상큼하고 매력적인 끼쟁이로 반전 매력을 뽐내 재미를 배가시켰으며 “팔색조 같다”는 서울 주현미 감독의 칭찬과 함께 전문가 판정단의 1938점을 기록했다.[18]

- 2021년 2월 6일 KBS 2TV 《트롯 전국체전》 10회 준결승 1차 시기 '자유곡 미션'이 모두 끝나고, 최향은 전문가 판정단 점수 1938점과 시청자 판정단 점수 428점을 얻어 3000점 만점에 2366점으로 10위에 올랐다. 이어진 2차 시기 '지정곡 미션'은 총 7000점 만점이고, '전문가 판정단'이 제시한 곡 중에 1곡을 택해 경연한다.

- 2021년 2월 13일 KBS 2TV 《트롯 전국체전》 11회 준결승 2차 시기 '지정곡 미션'에서 붉은색 드레스를 입고 무대에 올라[19] 전문가 판정단이 지정한 곡들 중 심수봉의 <사랑밖엔 난 몰라>를 선곡한 최향은 “퍼포먼스보다는 목소리를 제대로 보여드리겠다”는 당찬 각오로 무대에 올랐고, 성대결절 진단에도 불구하고 보컬은 물론 섬세한 감정표현 등으로 작정하고 매력을 발산했다. 심사평에서 주현미 감독은 “자기만의 해석으로 표현해서 노래를 듣다가 소리를 질렀다. 아주 멋있었다”고 칭찬했고, 김연자 감독 또한 “정말 타고났다. 목소리 하나하나에 힘이 들어있다”고 극찬했다. 최향은 1차 시기 총점과 2차 시기 전문가 판정단의 점수를 합산한 총 6668점을 기록했고, 최종 2차 시청자판정단 투표에서 2600점 만점에 1780점을 얻어 총 8448점을 얻어 3위에 올라 8명이 진출하는 결승에 진출했다.[20]

- 2021년 2월 20일 KBS 2TV 《트롯 전국체전》 12회(최종회)의 생방송으로 진행된 결승전에서 최향은 '결승전 1차 시기 <트로트 신곡 미션>'에서 파워풀한 보컬과 매력적인 음색이 돋보이는 <오동도 동백꽃처럼>을 불러 2094점을 받았다. 이어 '결승전 2차 시기 <트로트 명곡 미션>'에서는 이미자의 <삼백리 한려수도>를 선곡해 트로트의 맛을 한껏 살린 무대로 2116점을 획득, 4400점 만점에 전문가 판정단으로부터 1·2차 합계 4210점을 얻어 4위에 올랐다. 그러나 최종 시청자판정단 점수 4400점 만점에 916점(백분율 20.8%)을 얻었는데, 이는 1위를 한 선수 보다 3484점이나 낮은 점수이다. 최종 결과 8800점 만점에 5126점을 받으며 7위에 머물렀다. 최종 성적표에 최향은 “여기까지 온 것만으로도 정말 영화같은 일이었다. 영화의 주인공이 된 것 같아 신기하다”라며 “이번 기회를 통해 가수를 향한 꿈에 대해 자신감을 많이 얻었다. 응원해주신 팬분들께 감사하다”라고 소감을 전했다. 최향은 전남대 의류학과에서 공부한 전공을 살려 결승 2차 시기에 졸업작품으로 직접 만든 세미웨딩드레스 스타일의 흰색 드레스를 입고 무대에 올라 눈부신 아름다음으로 눈길을 끌었다.[21]

- 2021년 2월 21일 KBS 2TV 《트롯 전국체전》에서 TOP7을 하면서 받은 곡 〈오동도 동백꽃처럼〉이 컴필레이션 앨범 수록곡으로 발매되며 정식 가수로 데뷔했다. 〈오동도 동백꽃처럼〉은 '최고야'가 작곡하고 '최비룡'이 작사하였으며 최향의 두번째 곡이다.

- 2021년 7월 12일 익산시 홍보대사로 위촉됐으며, 중앙동 침수피해 복구를 위해 성금을 기탁했고, 모교인 이리여고에 마스크를 전달했다. 익산시 홍보대사는 무보수 명예직으로 임기는 2년이며 축제·행사 참여 등을 통해 지역을 알리는 역할을 담당한다.[22]

- 2021년 11월 5~6일 이틀간 진행된 《제13회 익산 사랑콘서트》, 《2021 익산 서동축제》에 재능기부로 축하공연 무대에 올랐다.

- 2024년 3월 12일 종합 엔터테인먼트사 '장군엔터테인먼트'와 전속계약을 체결했다.[23]

## 앨범
- 2018.09.03. 컴필레이션 앨범 《제14회 현인가요제 기념음반》 수록곡 <초상화>(작사/작곡/노래: 박지희)[24] (장르: 성인가요)
- 2020.12.13. 컴필레이션(옴니버스) 앨범 《트롯 전국체전 Part.2》 수록곡 <회룡포> (장르: 트로트)
- 2020.12.27. 컴필레이션(옴니버스) 앨범 《트롯 전국체전 Part.4》 수록곡 <몰래한 사랑>, 탐라걸스(강승연,공서율,최향) (장르: 트로트)
- 2021.01.10. 컴필레이션(옴니버스) 앨범 《트롯 전국체전 Part.6》 수록곡 <우리 어머니> (장르: 트로트)
- 2021.01.31. 컴필레이션(옴니버스) 앨범 《트롯 전국체전 Part.8》 수록곡 <용두산 엘레지> 민트향(최향&민수현) (장르: 트로트)
- 2021.02.07. 컴필레이션(옴니버스) 앨범 《트롯 전국체전 Part.9》 수록곡 <얼쑤> (장르: 트로트)
- 2021.02.14. 컴필레이션(옴니버스) 앨범 《트롯 전국체전 Part.10》 수록곡 <사랑밖엔 난 몰라> (장르: 트로트)
- 2021.02.21. 컴필레이션(옴니버스) 앨범 《트롯 전국체전 FINAL》 수록곡 <오동도 동백꽃처럼>(노래:최향, 작사:최비룡, 작곡:최고야, 편곡:EuReKa/장지원), <삼백 리 한려수도>(이미자) (장르: 트로트, 발매사:카카오엔터테인먼트, 기획사:포켓돌 스튜디오)
- 2022.06.15. 1집 싱글 《봉숭아꽃물》 수록곡〈봉숭아꽃물〉,〈익산애(愛)〉 (장르: 트로트, 발매사: 오감엔터테인먼트, 기획사: 골드문퍼블리싱)
- 2023.02.22. 피쳐링 - 그룹 A1 싱글 《Touch The Ground》 수록곡 〈Touch The Ground (Feat. 최향)〉

## 방송(TV)
- 2021.03.23. SBS MTV 《더쇼(The Show)》 255회 생방송, <오동도 동백꽃 처럼>
- 2021.04.12. KBS 1TV 《가요무대》 1697회, <몰래한 사랑>(김지애)
- 2021.04.16. KBS 2TV 《유희열의 스케치북》 537회, <야상곡 (夜想曲)> 김용빈X최향, <Mercy>(유스케)
- 2021.04.30. KBS 2TV 《연중 라이브》 37회 '[연중 플레이리스트] 가수 최향&신승태', <우리 어머니>(이효정), <안부(duet with 나윤권)>(박진영) 신승태X최향
- 2021.05.05. SBS FIL, MTV 《더 트롯쇼(The 트롯SHOW)》 6회, 게스트 <오동도 동백꽃처럼>
- 2023.04.03. KBS 1TV 《가요무대》 1793회 '꽃',〈첫사랑의 화원〉(권혜경)
- 2023.04.27. MBC ON 《트롯챔피언》 EP.16,〈꽃〉(장윤정)
- 2023.07.10. KBS 1TV 《가요무대》 1807회 '행복한 마음',〈행복의 일요일〉(송민도)

#### KBS 2TV <트롯 전국체전>
- 2020.12.05. KBS 2TV 《트롯 전국체전》 1회 개막행사
- 2020.12.12. KBS 2TV 《트롯 전국체전》 2회 1라운드 '미스터리 지역선수 선발전', <회룡포>(강민주), 올스타, 지역 제주, 2라운드 진출
- 2020.12.26. KBS 2TV 《트롯 전국체전》 4회 2라운드 '지역별 팀 대결', 제주 지역 주장, 3라운드 진출 - 1차대결 '탐라걸스' 팀(최향/강승연/공서율) <몰래한 사랑>(김지애), 승부르기 <진정인가요>(김연자)
- 2021.01.09. KBS 2TV 《트롯 전국체전》 6회 3라운드 '1:1 데스 매치', 제주 지역, <우리 어머니>(이효정), 4라운드 진출(서울지역 마이진과 대결)
- 2021.01.23. KBS 2TV 《트롯 전국체전》 8회 4라운드 '지역 대통합 <듀엣 미션>', <민트향> 팀(충청 민수현, 제주 최향), <용두산 엘레지>(고봉산), 준결승 진출
- 2021.01.30. KBS 2TV 《트롯 전국체전》 9회 준결승 1차 시기 '자유곡 미션', <얼쑤>
- 2021.02.06. KBS 2TV 《트롯 전국체전》 10회 준결승 1차 시기 '자유곡 미션', 최종 순위
- 2021.02.12. KBS 2TV 《트롯 전국 대잔치》설특집, 오프닝쇼 '전국팔도 메들리' <감수광>(최향&정주형) <고향역>모두, <당돌한 여자>
- 2021.02.13. KBS 2TV 《트롯 전국체전》 11회 준결승 2차 시기 '지정곡 미션', <사랑밖에 난 몰라>(심수봉), 결승 진출
- 2021.02.20. KBS 2TV 《트롯 전국체전》 12회 결승, 1차 시기 '트로트 신곡 미션' <오동도 동백꽃처럼>, 2차 시기 '트로트 명곡 미션' <삼백리 한려수도>
- 2021.03.06. KBS 2TV 《트롯 전국외전》'TOP8 스토리 - 가요제 스타에서 전국 스타로! 최향'
- 2021.03.13. KBS 2TV 《트롯 전국체전》 갈라쇼 1회, 나태주&TOP8 <별을 쏴>, <안개> 신유&최향
- 2021.03.20. KBS 2TV 《트롯 전국체전》 갈라쇼 2회, 오프닝 <둥지> with 남진&TOP8, TOP8 신곡 <오동도 동백꽃처럼>

#### KBS 2TV <트롯 매직유랑단>
- 2021.03.31. KBS 2TV 《트롯 매직유랑단》 1회, <잘 있거라 황진이>
- 2021.04.07. KBS 2TV 《트롯 매직유랑단》 2회, <무시로>
- 2021.04.14. KBS 2TV 《트롯 매직유랑단》 3회, <다함께 차차차>(설운도) 나태주/재하/최향/신승태/김용빈, <뿐이고> 신유/나태주/유랑단
- 2021.05.05. KBS 2TV 《트롯 매직유랑단》 6회, <물레야>(김지애)
- 2021.05.12. KBS 2TV 《트롯 매직유랑단》 7회
- 2021.05.19. KBS 2TV 《트롯 매직유랑단》 8회
- 2021.05.26. KBS 2TV 《트롯 매직유랑단》 9회 <울엄마>(박상철)
- 2021.07.24. KBS 2TV 《트롯 매직유랑단》 17회(최종회) '졸업식', <당신과 만난 이날>한강X최향, <길>

#### KBS 2TV <불후의 명곡2>
- 2021.03.20. KBS 2TV 《불후의 명곡2 - 전설을 노래하다》 '트롯 전국체전 리벤지 특집 I'
- 2021.03.27. KBS 2TV 《불후의 명곡2 - 전설을 노래하다》 '트롯 전국체전 리벤지 특집 II', <남자라는 이유로>(조항조)

## 방송(라디오)
- 2021.03.26. TBS FM 95.1 《최일구의 허리케인 라디오》'짠내나는 뮤직쇼 - 서바이벌 힘든싱어' 라이브, 최향 & 박세욱, 1라운드 <물레야>(김지애), 2라운드 <우리 어머니>(이효정), 1승, 엔딩곡 <오동도 동백꽃 처럼>
- 2021.04.02. TBS FM 95.1 《최일구의 허리케인 라디오》'짠내나는 뮤직쇼 - 서바이벌 힘든싱어' 라이브, 최향 & 최우진, 1라운드 <옥치마>(진해성), 2라운드 <울엄마>(정원수), 2승, 엔딩곡 <오동도 동백꽃 처럼>
- 2021.04.09. TBS FM 95.1 《최일구의 허리케인 라디오》'짠내나는 뮤직쇼 - 서바이벌 힘든싱어' 라이브, 최향 & 배아현, 1라운드 <상사화>(안예은), 2라운드 <1,2,3,4>(이하이), 가왕 실패
- 2021.04.12. 목포MBC 《영암온에어 - 즐거운 오후 2시》 '2021 온라인 영암왕인문화축제' 온라인 공개방송, 게스트 최향 & 이용주, <회룡포>,<오동도 동백꽃처럼>,<우리 어머니>,<삼백리 한려수도>,<아름다운 강산>
- 2021.04.22. TBN 한국교통방송 《박철의 방방곡곡》 게스트(김용빈,최향), <우리 어머니>(이효정), <잘있거라 황진이>(주현미), <오동도 동백꽃처럼>, <회룡포>(강민주)
- 2021.10.29. KBS청주 2라디오 《이해수의 라디오스타》 게스트, 〈애원〉(진시몬), 〈길〉(주현미) , 〈오동도 동백꽃처럼〉
- 2022.08.29. BTN라디오 울림 《로맨틱라디오 오늘은 풍금입니다》 65회, 최향 & 삼총사,〈봉숭아 꽃물〉,〈익산애〉,〈우리 어머니〉
- 2022.11.10. BTN라디오 《수호천사 김중연입니다》 100회,〈울엄마〉,〈세월아〉,〈익산애〉,〈봉숭아 꽃물〉

## 행사
- 2019.10.12. 《제24회 속리산단풍가요제》 축하무대 <난 괜찮아>[25]
- 2021.08.21. 금강방송, 익산문화관광재단 《2021 백제로 렉처 콘서트》 (미륵사지 연지 특설무대), 초대가수 <회룡포>,<우리 어머니>,<용두산 엘레지>,<오동도 동백꽃처럼>
- 2021.11.05. WBS 전북원음방송 공개방송 《제13회 익산 사랑콘서트》 (배산체육공원 야외음악당), 초대가수, 〈물레야〉, 〈우리 어머니〉,〈오동도 동백꽃처럼〉,〈회룡포〉,〈가지마〉
- 2021.11.06. 익산시 《2021 익산 서동축제》 (익산 서동공원) 초대가수,〈세월아〉(장윤정),〈우리 어머니〉(이효정)
- 2021.11.17. 《제25회 왕평가요제》 1부 축하공연 〈회룡포〉, 2부 본선축하공연〈황성 옛터〉
- 2022.08.26. 《제9회 산내들 한여름밤의 음악회》 (김천 산내들공원), 초대가수 〈봉숭아 꽃물〉,〈회룡포〉,〈익산애(愛)〉,〈삐에로는 우릴보고 웃지〉
- 2022.08.27. 《2022 심곡사 떡목음악회》 (익산시 낭산면 심곡사), 초대가수 〈울 엄마〉,〈익산애(愛)〉,〈세월아〉(장윤정)
- 2023.03.31. 《2023 동촌 금호강 예술제 기념음악회》 (아양아트센터 야외광장), 초대가수 〈회룡포〉,〈봉숭아꽃물〉,〈세월아〉
- 2023.04.21. 2023.부산 EXPO 성공기원 K-트로트! 《제29회 대한민국 연예 예술상 시상식》〈봉숭아 꽃물〉
- 2023.05.20. 실버아이TV 《제15회 2023 대한민국 청소년 트로트 가요제 in 거창》 경상남도편, 초대가수 〈회룡포〉, 〈봉숭아 꽃물〉

## 공연
- 2022.04.23. 《최향 팬미팅》(서울 대학로 하마씨어터), 〈오동도 동백꽃처럼〉, 〈울 엄마〉, 〈그대 내 품에〉, 〈회룡포〉 ,〈Mercy(Duffy)〉, 〈삼백리 한려수도〉
- 2022.08.13. 《최향 익산애(愛) 콘서트》(익산예술의전당 대공연장), 〈물레야〉, 〈오동도 동백꽃 처럼〉, 〈우리 어머니〉, 〈비내리는 고모령〉, 〈추억의 소야곡〉, 〈용두산 엘레지〉, 〈처녀 뱃사공〉, 〈위대한 쇼맨 OST〉, 〈익산愛〉, 〈야상곡〉, 〈봉숭아 꽃물〉

## 수상
- 2017.10.21. 《G-POP 페스티벌》 대상[26] <아름다운 강산>[27]
- 2017년 나주 《영산강가요제》 대상 <님은 먼 곳에>
- 2017년 《용봉가요제》 대상
- 2017년 《복수가요제》 대상
- 2017년 《서동가요제》 대상
- 2017년 《광주 청년페스티벌》 대상
- 2017.10.07. 《제7회 최갑석 가요제》 금상 <누구 없소>
- 2018년 《제37회 전국 대학생 트로트가요제》 대상 <회룡포>
- 2018.04.20. 《제11회 함안 처녀뱃사공 전국가요제》 은상 <물들어>[28]
- 2018.04.21. 《제4회 이호섭 가요제》 은상[29]
- 2018.09.15. 《제6회 경산 대학인 컬러풀 런(Colorful-Run) 축제- K-POP 대학생 가요제》 금상[30]
- 2018.10.13. 《제23회 속리산 단풍가요제》 대상 <난 괜찮아>[31][32]
- 2018.10.09. 《제23회 왕평가요제》 대상 <난 괜찮아>[33]
- 2019.07.21. 《제18회 포항해변전국가요제》 대상 <난 괜찮아>[34]
- 2019.08.31. 《제16회 추풍령가요제》 은상 <삐에로는 우릴보고 웃지>[35]
- 2019.12.14. 《2019 대한민국 청소년 트로트가요제》 대상 <그림자>[36]
- 2019.11.03. 《제2회 남도전국가요제》 대상 <내하나의 사람은 가고>[37]
- 2021.02.21. KBS 《트롯 전국체전》 TOP7
- 2023.04.21. 《제29회 대한민국 연예예술상》 네티즌상

## 경력
- 2021.07.12. 익산시 홍보대사

## 자격
- 2017.10.21. (사)한국연예예술인협회 연예인자격증서[38]

## 가온 뮤직 차트 - BGM 차트(주간)
| 년도   | 주차   | 구분   | 순위 | 곡명                | 아티스트 | 앨범                      |
| ------ | ------ | ------ | ---- | ------------------- | -------- | ------------------------- |
| 2021년 | 9주차  | (종합) | 75위 | <오동도 동백꽃처럼> | 최향     | 《트롯 전국체전 FINAL》   |
| 2021년 | 8주차  | (종합) | 95위 | <사랑밖엔 난 몰라>  | 최향     | 《트롯 전국체전 PART.10》 |
| 2021년 | 3주차  | (종합) | 20위 | <우리 어머니>       | 최향     | 《트롯 전국체전 PART.6》  |
| 2021년 | 3주차  | (종합) | 66위 | <회룡포>            | 최향     | 《트롯 전국체전 PART.2》  |
| 2021년 | 1주차  | (종합) | 54위 | <회룡포>            | 최향     | 《트롯 전국체전 PART.2》  |
| 2020년 | 51주차 | (종합) | 60위 | <회룡포>            | 최향     | 《트롯 전국체전 PART.2》  |

## 기타
- 위키백과 페이지뷰
- 여담 1) 어디까지나 여담이다. 그녀의 성실함과 세심함이 보이는 것 같아 각주에 남긴다.[39]

1. ↑  “제5회 G-POP페스티벌 “세계를 향해 꿈꾸는 뮤지션은 모여라!””. 《IGJ 광주일등뉴스》. 2017년 10월 23일.
2. ↑  “벅스뮤직 - 제14회 현인가요제 기념음반”. 《벅스뮤직》. 2018년 9월 3일.
3. ↑  2021년 4월 12일 폭포MBC '즐거운 오후 2시 - 2021 영암왕인문화축제' 온라인 공개방송에서 언급
4. ↑  “<가수 최향 인터뷰 전문>"트로트는 진실되고 진정성 있는 음악"”. 《남도일보》. 2021년 1월 17일.
5. ↑  “<가수 최향 인터뷰 전문>"트로트는 진실되고 진정성 있는 음악"”. 《남도일보》. 2021년 1월 17일.
6. ↑  “<가수 최향 인터뷰 전문>"트로트는 진실되고 진정성 있는 음악"”. 《남도일보》. 2021년 1월 17일.
7. ↑  “가수 최향 '제2의 송가인' 기대감 폭발...‘트롯 전국체전’ 우승후보 급부상”. 《남도일보》. 2021년 1월 17일.
8. ↑  “<가수 최향 인터뷰 전문>"트로트는 진실되고 진정성 있는 음악"”. 《남도일보》. 2021년 1월 17일.
9. ↑  “‘트롯 전국체전’ 최향, ‘회룡포’로 깊은 울림…제주팀 첫 출전 선수(MK★TV픽)”. 《MK스포츠》. 2020년 12월 13일.
10. ↑  “'트롯 전국체전' 김연자, 탐라걸스 최향에 "출세하겠다" 칭찬”. 《뉴스1》. 2020년 12월 26일.
11. ↑  “‘트롯전국체전’ 마이진·최향·오유진·김용빈·재하 등의 감동+반전 무대 (MK★TV뷰)”. 《MK스포츠》. 2020년 12월 26일.
12. ↑  “'트롯 전국체전' 마이진, 최향과 재격돌 '결과는?'”. 《이데일리》. 2021년 1월 10일.
13. ↑  “‘트롯 전국체전’ 마이진 탈락…제주 최향에 복수 실패했다”. 《MK스포츠》. 2021년 1월 9일.
14. ↑  “민수현, 최향과 폭발적 듀엣…"무대 향한 간절한 마음 통해"”. 《매일경제》. 2021년 1월 25일.
15. ↑  “‘트롯전국체전’ 민수현·최향→한강·김산하까지, 모든 무대가 ‘미리 보는 결승전’”. 《MK스포츠》. 2021년 1월 24일.
16. ↑  “'트롯전국체전' 민수현, 최향과 달콤 듀엣 무대…시너지 폭발”. 《뉴스1》. 2021년 1월 25일.
17. ↑  “‘트롯전국체전’ 민수현·최향→한강·김산하까지, 모든 무대가 ‘미리 보는 결승전’”. 《MK스포츠》. 2021년 1월 24일.
18. ↑  “‘트롯전국체전’ 민수현·최향→한강·김산하까지, 모든 무대가 ‘미리 보는 결승전’”. 《MK스포츠》. 2021년 1월 24일.
19. ↑  “‘트롯 전국체전’ 최향, 심사위원 최고점 획득...10위→3위”. 2021년 2월 13일.
20. ↑  “‘트롯 전국체전’ 최향, 타고난 보이스로 1차 시기 위기 극복”. 2021년 2월 14일.
21. ↑  “최향 "응원해 주신 팬분들께 감사…용기 얻어"”. 《남도일보》. 2021년 2월 21일.
22. ↑  “가수 최향·프로골퍼 박현경, 익산시 홍보대사 위촉”. 《뉴시스》. 2021년 7월 12일.
23. ↑  “'미스트롯3' 최향, 김의영·고정우와 한솥밥..장군엔터 行 [공식]”. 《OSEN》. 2024년 3월 12일.
24. ↑  “벅스뮤직 - 제14회 현인가요제 기념음반”. 《벅스뮤직》. 2018년 9월 3일.
25. ↑  “최향(박지희) 💕난괜찮아💚속리산_단풍가요제 직캠 (정현미디어TV)”. 《정현미디어 TV》. 2019년 10월 18일.
26. ↑  KBS 2TV '트롯 전국체전' 2회 방영분에서 발췌
27. ↑  “제5회 G-POP페스티벌 “세계를 향해 꿈꾸는 뮤지션은 모여라!””. 《IGJ 광주일등뉴스》. 2017년 10월 23일.
28. ↑  “제11회 함안처녀뱃사공 전국가요제 2부”. 《정종훈》. 2018년 5월 2일.
29. ↑  “제4회 이호섭 가요제 성료”. 《브릿지경제》. 2018년 4월 23일.
30. ↑  “제6회 경산 대학인 컬러풀 런 축제 성황리 열려”. 《매일신문》. 2018년 10월 14일.
31. ↑  “속리산단풍가요제 박지희씨 대상”. 《충청타임즈》. 2018년 10월 14일.
32. ↑  “[보은소식]23회 속리산 단풍가요제 대상에 박지희 씨”. 《뉴시스》. 2018년 10월 14일.
33. ↑  “박지희 씨, 영천 왕평가요제 대상 영예”. 《경상매일신문》. 2018년 10월 11일.
34. ↑  “열창과 함성…무더위 날린 여름밤 축제”. 《대구신문》. 2019년 7월 28일.
35. ↑  “제16회 추풍령 가요제, 늦여름밤의 특별한 감”. 《대전일보》. 2019년 9월 1일.
36. ↑  “[2019대한민국청소년트로트가요제-부여편]♬참가자 박지희(최향) - 그림자 [실버아이TV]”. 《실버아이TV》. 2019년 10월 27일.
37. ↑  “화순군, 제2회 남도전국가요제 성황리 마쳐”. 《브릿지경제》. 2019년 11월 4일.
38. ↑  “제5회 G-POP페스티벌 “세계를 향해 꿈꾸는 뮤지션은 모여라!””. 《IGJ 광주일등뉴스》. 2017년 10월 23일.
39. ↑  다른 연예인들은 자신의 유튜브에 댓글에 감사표시도 거의 안하는 사람이 태반이다. 그런데 최향은 직접 위키백과의 자신의 페이지를 찾아 생일과 SNS주소, 학교 정보를 적어주었다. 그녀의 성실함과 세심함이 보이는 것 같아 여기에 남긴다. 
 "본인입니다 ㅎㅎ감사해용 위키백과. 최향입니다,,,,헤헤." - 이것은 맨 처음 그녀가 남긴 댓글이다. 
 "답글달기엔 애매해서 요렇게 남기면 혹여나 보실까,,ㅎㅎ신경 많이 써주셔서 감사합니다^^염려는 안하셔도 됩니다 헤헤" - 이 댓글은 2020년 1월 3일에 남긴 것인데 1대1 데스매치를 걱정한데 대한 답글이다. 털털하고 세심한 면이 엿보인다.